# Tajmuraz Salkazanov
Tajmuraz Salkazanov (en ruso: Таймураз Салказанов; Vladikavkaz, Rusia, 6 de abril de 1996) es un deportista eslovaco de origen osetio que compite en lucha libre.
Ganó tres medallas en el Campeonato Mundial de Lucha, entre los años 2019 y 2022, y cinco medallas en el Campeonato Europeo de Lucha entre los años 2021 y 2025.

## Palmarés internacional
| Campeonato Mundial | Campeonato Mundial      | Campeonato Mundial | Campeonato Mundial |
| Año                | Lugar                   | Medalla            | Categoría          |
| ------------------ | ----------------------- | ------------------ | ------------------ |
| 2019               | Nursultán (Kazajistán)  | Medalla de bronce  | 79 kg              |
| 2021               | Oslo (Noruega)          | Medalla de plata   | 74 kg              |
| 2022               | Belgrado (Serbia)       | Medalla de plata   | 74 kg              |
| Campeonato Europeo |                         |                    |                    |
| Año                | Lugar                   | Medalla            | Categoría          |
| 2021               | Varsovia (Polonia)      | Medalla de oro     | 74 kg              |
| 2022               | Budapest (Hungría)      | Medalla de oro     | 74 kg              |
| 2023               | Zagreb (Croacia)        | Medalla de oro     | 74 kg              |
| 2024               | Bucarest (Rumania)      | Medalla de oro     | 74 kg              |
| 2025               | Bratislava (Eslovaquia) | Medalla de bronce  | 74 kg              |